# Blaignan
Blaignan är en kommun i departementet Gironde i regionen Nouvelle-Aquitaine i sydvästra Frankrike. Kommunen ligger i kantonen Lesparre-Médoc som tillhör arrondissementet Lesparre-Médoc. År 2018 hade Blaignan 466 invånare.

## Befolkningsutveckling
Antalet invånare i kommunen Blaignan
Referens:INSEE